# Johannes Kirchberg

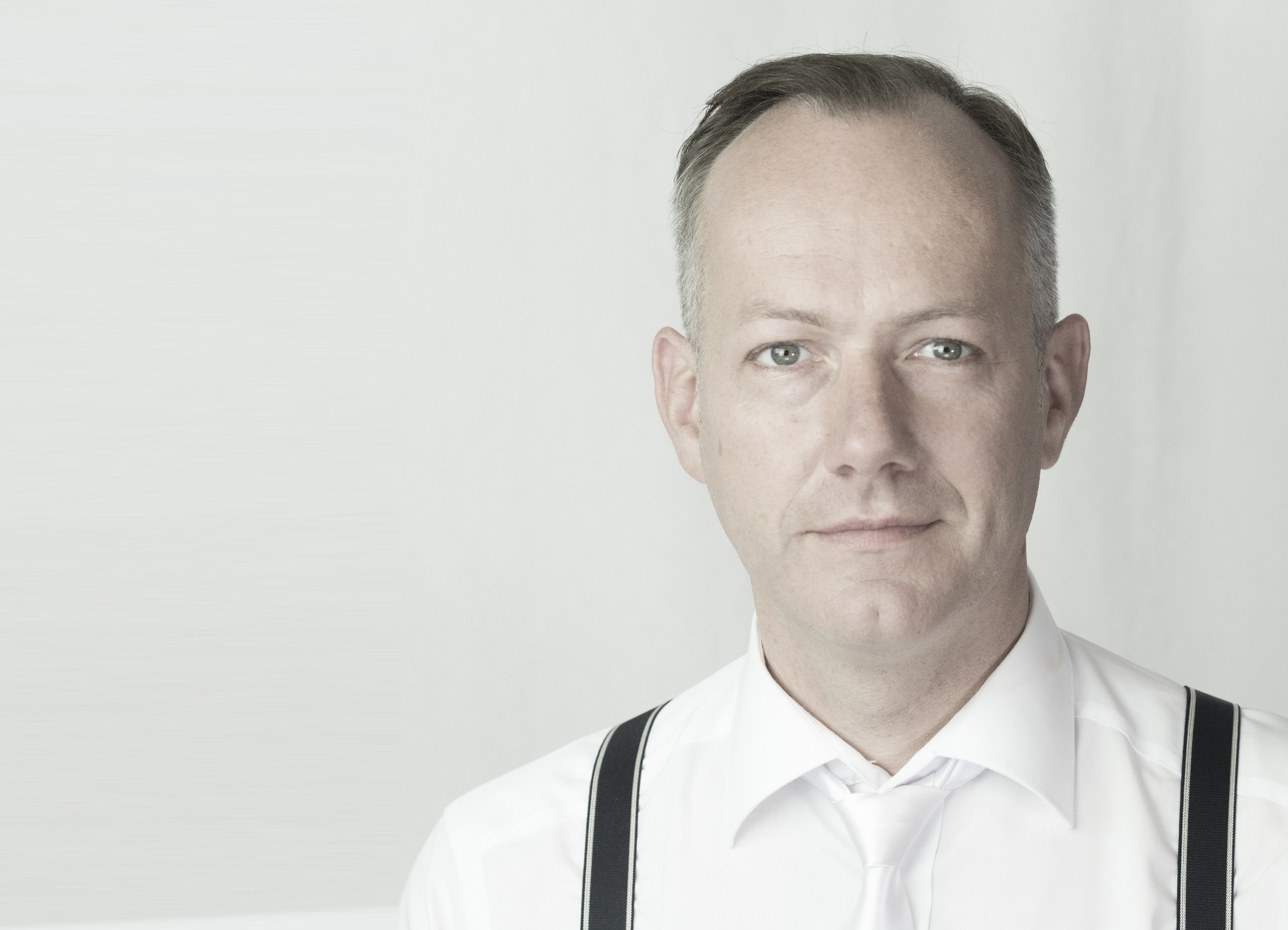
Johannes Kirchberg, 2022

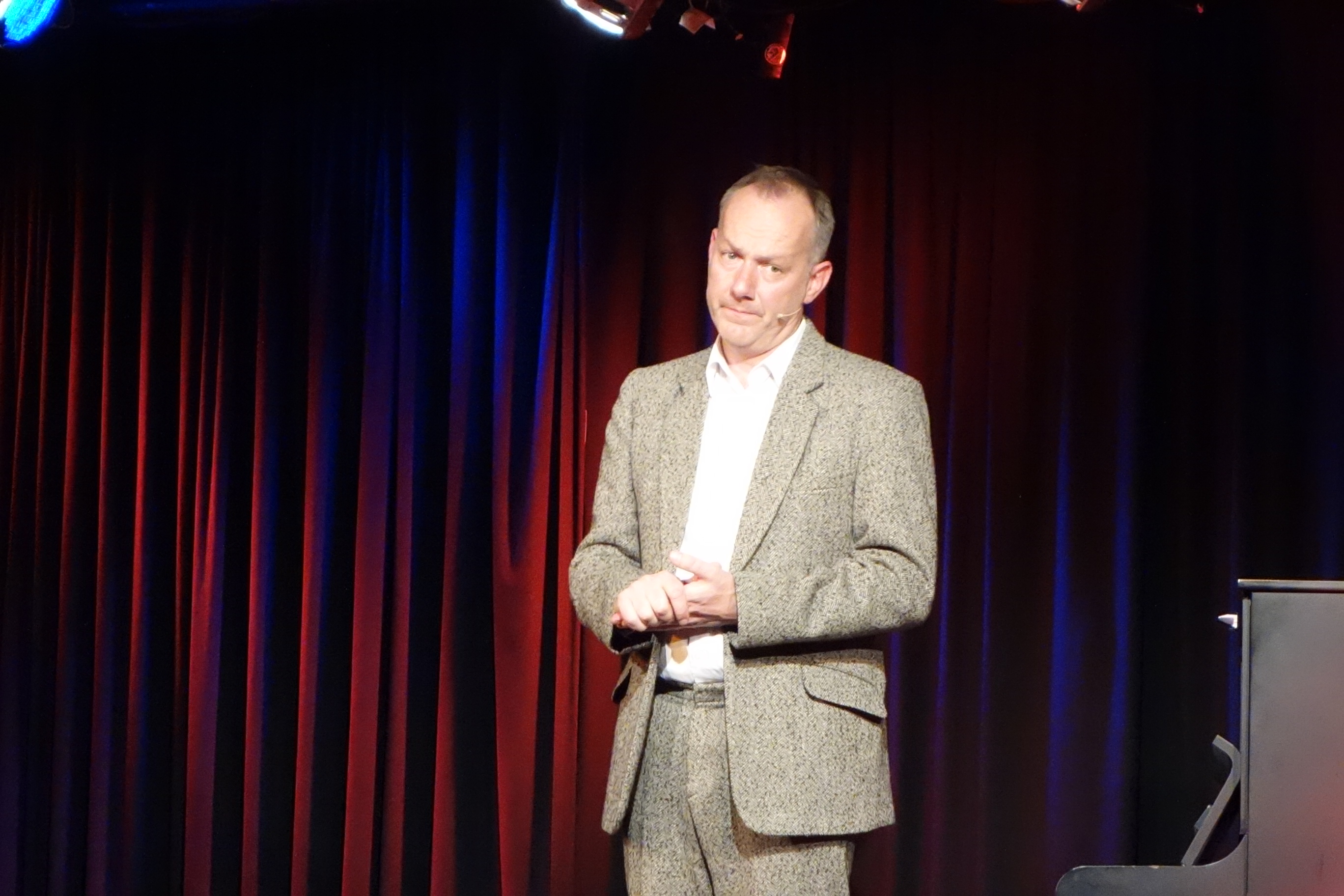
Johannes Kirchberg, 2020

Johannes Kirchberg (* 11. Mai 1973 in Leipzig) ist ein deutscher Sänger (Chanson) und Schauspieler.

## Leben
Kirchberg wurde 1973 in Leipzig geboren und wuchs im sächsischen Vogtland auf. Nach dem Abitur begann er ein Musikstudium an
der Hochschule für Musik Franz Liszt in Weimar. Nach dem Abschluss 1998 ist Johannes Kirchberg als Chansonsänger und Musikproduzent tätig. Gastspiele in Frankreich, Litauen,
Polen und vor allem im deutschsprachigen Raum folgten seither.
2000 gründete er das Plattenlabel dermenschistgut Musik, wo er junge Gruppen produziert.

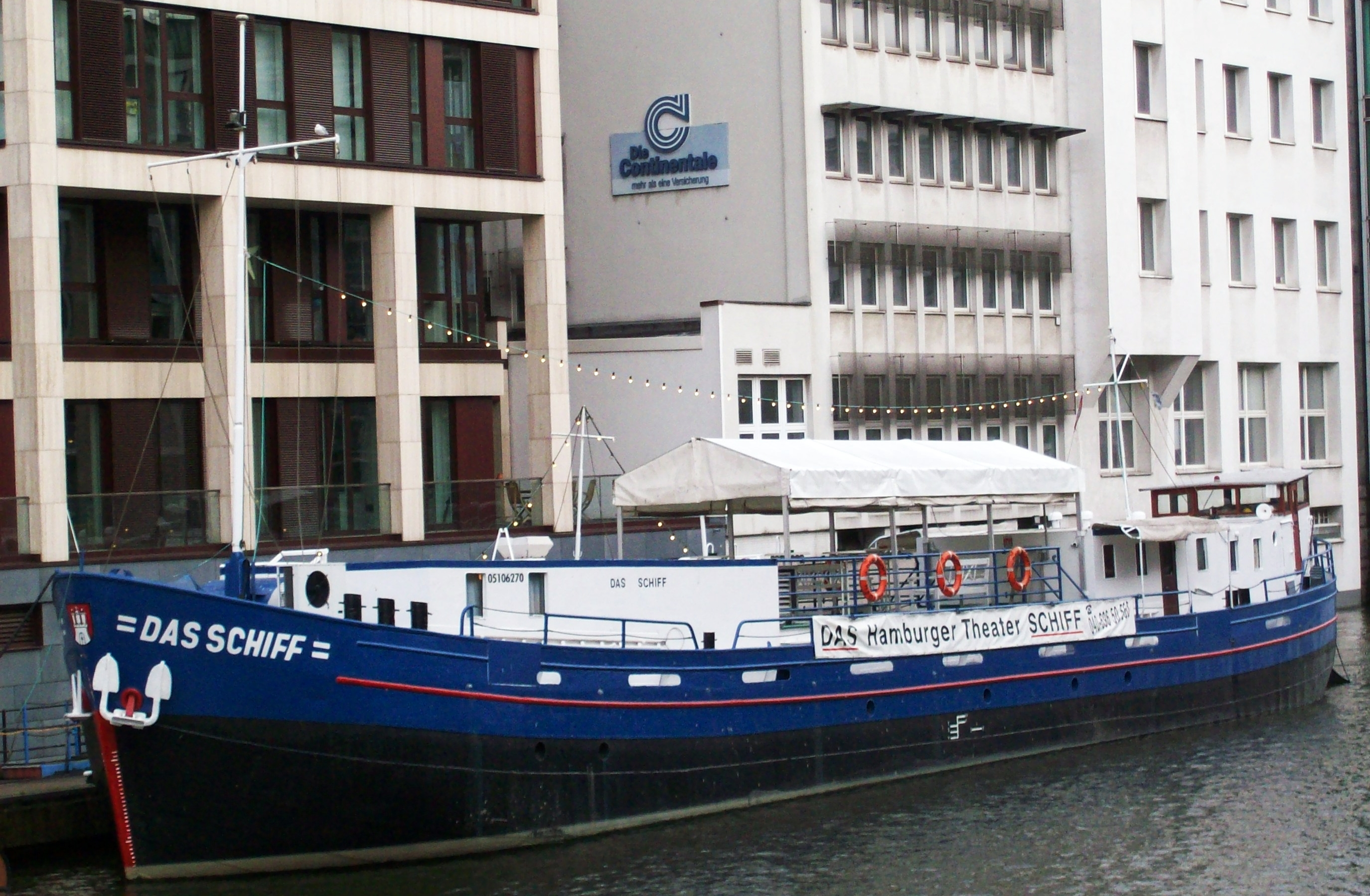
Theaterschiff, 2016

Am Theater Rostock sang und spielte Kirchberg in der Bühneninszenierung von Solo Sunny. Seit 2011 ist Kirchberg Ensemblemitglied vom Theaterschiff DAS SCHIFF in Hamburg und dort aktuell in "außer man tut es" und der Tucholsky Revue "Ssälawih" zu sehen.
Johannes Kirchberg gehört der Celler Schule an.

## Diskografie
- 2000: Wieder zum Meer
- 2002: Halb so wild
- 2003: Nicht zu fassen
- 2005: Der Himmel macht blau
- 2009: Über die Verhältnisse (Acoustic Music Records)
- 2011: Ein Mann gibt Auskunft
- 2011: Meine Seele ist noch unterwegs (Dermenschistgut Musik)
- 2012: Ich dagegen bin dafür (Dermenschistgut Musik)
- 2014: Heute zwischen Gestern und Morgen[2][3]
- 2016: Wie früher. Nur besser. (Dermenschistgut Musik)
- 2017: Einmal frei. Und einmal glücklich sein.[4][5][6]
- 2020: Testsieger (Dermenschistgut Musik)

## Soloprogramme
- 1999: Der Mensch ist gut (Schauspielhaus Leipzig/Gastspiele)
- 2001: Halb so wild (Krystallpalast Varieté Leipzig/Gastspiele)
- 2003: Mich gibt´s nur zweimal (Kabarett Die Pfeffermühle Leipzig/Gastspiele)
- 2004: Gegenwärtig (Moritzbastei Leipzig/Bandprogramm)
- 2005: Der Himmel macht blau (Moritzbastei Leipzig/Gastspiele)
- 2008: Der Himmel macht blau – jetzt alleine
- 2009: Über die Verhältnisse
- 2010: Ein Mann gibt Auskunft (Erich Kästner Programm)
- 2011: Meine Seele ist noch unterwegs (Wolfgang Borchert Abend)
- 2011: Der Mensch ist gut (Wustrow Fischlandhaus)
- 2012: Ich dagegen bin dafür
- 2015: Wie früher. Nur besser.[7]
- 2017: Einmal frei. Und einmal glücklich sein.[8][9]
- 2020: Testsieger – oder: was tut man nicht alles nicht

## Fernsehen (Auswahl)
- 2005: Dresden – der Brand (ZDF)
- 2005: Pfarrer Braun (ARD)

## Auszeichnungen (Auswahl)
Johannes Kirchberg wurde 1997 in Hamburg mit dem Ernst Bader Preis und 2003 mit dem Preis für junge Songpoeten der Hanns-Seidel-Stiftung ausgezeichnet. 2005 war er Preisträger in der
Fernsehshow Songs an einem Sommerabend (BR – Bayerisches Fernsehen). Im Oktober 2009 gewann Johannes Kirchberg den Troubadour – der 1. Preis des Chanson- und Liedwettbewerbs Stuttgart. 2017 gewann Johannes Kirchberg den 2. Platz beim "Fränkischen Kabarettpreis" in Arnstein. Kirchbergs CD "Einmal frei. Und einmal glücklich sein." wurde ausgezeichnet mit dem Vierteljahrespreis der deutschen Schallplattenkritik. 4/17